# Dálnice D56
Dálnice D56 (do 31. prosince 2015 rychlostní silnice R56) je dálnice, která vede z Ostravy do Frýdku-Místku, kde končí a zaúsťuje do dálnice D48.

## Popis trasy dálnice
Dálnice D56 je zcela dokončená dálnice vedoucí z Ostravy do Frýdku-Místku. Tato čtyřpruhová komunikace je dlouhá 13,052 km. Jedná se tak o nejkratší dálnici v české dálniční síti.
Dálnice D56 začíná na jižním okraji Ostravy volným navázáním na silnici I/56, která v Ostravě tvoří severojižní průtah městem spojující dálnici D56 s dálnicí D1. Od volného navázání vede dálnice směrem na jih podél východního okraje průmyslové zóny Hrabová směrem k městu Paskov, které v těsné blízkosti obchází po jeho západním okraji. Od Paskova vede dál na jih podél západního okraje průmyslové zóny Paskov směrem k obcím Sviadnov a Staříč, v jejichž blízkosti překračuje řeku Olešnou a stáčí se na jihovýchod. Následně, severně od Frýdku-Místku, se dálnice začíná zvolna stáčet na jih a vytváří tak část západního obchvatu Frýdku-Místku. Po 320 m dlouhé estakádě znovu překonává řeku Olešnou a zaúsťuje do dálnice D48.
Dálnice je v celé své většinové délce postavena v kategorii R 26,5/120 a v poslední části, tj. v úseku od mimoúrovňové křižovatky Sviadnov po mimoúrovňovou křižovatku Frýdek-Místek-západ, je realizována v kategorii R 24,5/80.

## Historie výstavby
První úvahy o dálnici D56 se objevují na začátku 60. let 20. století, tehdy však ještě jako o rychlostní silnici R56. Součástí sítě dálnic a rychlostních silnic se stala v roce 1963 přijetím koncepce dlouhodobého rozvoje silniční sítě a místních komunikací. Od počátku byla plánována jako čtyřpruhová rychlostní silnice v úseku Ostrava - Frýdek-Místek, přičemž před překlasifikováním na dálnici se uvažovalo, že na rychlostní silnici R56 bude po dokončení převeden i průtah Ostravou k dálnici D1 s výhledovým pokračováním na Hlučín, Dolní Benešov a Opavu.
Výstavba dnešní dálnice D56 byla zahájena v roce 1982 stavbou 6,5 km dlouhého úseku mezi Paskovem a Frýdkem-Místkem. V průběhu 80. let 20. století byly postupně zahájeny stavby všech zbývajících úseků směrem k Ostravě. Zatímco jižní část trasy dálnice, tj. úsek od mimoúrovňové křižovatky Paskov po provizorní ukončení u Frýdku-Místku, byla stavěna jako nová komunikace, tak severní část trasy dálnice, tj. úsek od začátku dálnice po mimoúrovňovou křižovatku Paskov, nahradila původní silnici, neboť původní silnice se stala součástí dálnice, resp. jednou její polovinou.
Prvním úsekem otevřeným pro veřejnost byl 6,5 km dlouhý úsek mezi Paskovem a Frýdkem-Místkem zprovozněný v roce 1985. V roce 1988 byl zprovozněn navazující, necelý 1 km dlouhý úsek u Paskova, jehož součástí byla mimoúrovňová křižovatka Paskov. Vedle toho byl tentýž rok zprovozněn ještě 1,5 km dlouhý počáteční úsek dálnice v Ostravě - Hrabové. Poslední, mezilehlý úsek mezi Ostravou a Paskovem byl dán do užívání veřejnosti v roce 1990, čímž se zprovozněním tohoto úseku zacelila asi 2,5 km dlouhá mezera mezi dosud zprovozněnými úseky a vznikl souvislý dálniční tah mezi Ostravou a Frýdkem-Místkem.
V letech 2001 a 2002 proběhla v celé délce dálnice rekonstrukce povrchu.
V roce 2004 obdržel kladné stanovisko EIA, v roce 2006 bylo vydáno územní rozhodnutí, následně byly vykoupeny všechny potřebné pozemky a v roce 2010 bylo vydáno stavební povolení. Samotná výstavba probíhá současně se stavbou souvisejícího úseku dálnice D48 tvořícího jižní obchvat Frýdku-Místku, protože při dřívější realizaci by tento úsek neměl do zprovoznění navazujího úseku dálnice D48 žádné využití. Výstavba úseku byla slavnostně zahájena 22. května 2018.
Projekty týkající se rekonstrukce již hotových úseků se zaměří na úpravu dálnice podle norem a požadavků pro dálnice I. třídy, neboť dálnice D56 je, coby převedená rychlostní silnice R56, dálnicí II. třídy, a splňuje tudíž pouze mírnější normy a požadavky. Ředitelství silnic a dálnic však plánuje postupnou úpravu dálnic II. třídy tak, aby se jejich úroveň sjednotila s úrovní dálnic I. třídy.
Poslední 2,2 km dlouhý úsek, který propojil dálnici D56 s dálnicí D48, byl otevřen 30. června 2022.

## Přehled úseků
| Úsek                            | Staničení (km)  | Délka    | Kategorie | Zahájení výstavby  | Uvedení do provozu | Křižovatky                                                                               |
| ------------------------------- | --------------- | -------- | --------- | ------------------ | ------------------ | ---------------------------------------------------------------------------------------- |
| Ostrava, Místecká V             | 0,000 - 1,577   | 1,577 km | R26,5/120 | 80. léta 20. stol. | 1988               | Ostrava-Hrabová (exit 39) Ostrava-Hrabová, průmyslová zóna (exit 40) Nová Bělá (exit 42) |
| Ostrava, Hrabová - Paskov       | 1,577 - 4,275   | 2,698 km | R26,5/120 | 80. léta 20. stol. | 1990               | Důl Paskov (exit 43)                                                                     |
| Paskov, propojení               | 4,275 - 5,165   | 0,890 km | R26,5/120 | 80. léta 20. stol. | 1988               | Paskov (exit 44)                                                                         |
| Paskov - Frýdek-Místek          | 5,165 - 11,746  | 6,581 km | R26,5/120 | 1982               | 1985               | Staříč (exit 49) Místek (exit 51)                                                        |
| Frýdek-Místek, připojení na D48 | 11,746 - 14,052 | 2,184 km | R25,5/80  | 05/2018            | 06/2022            | Sviadnov (exit 53)                                                                       |

## Zpoplatnění
Použití dálnice je zpoplatněno, a to jak v systému časového zpoplatnění tak i v systému elektronického mýtného

### Současnost
V systému časového zpoplatnění je dálnice D56 zpoplatněna pouze v úseku od mimoúrovňové křižovatky Hrabová-prům. zóna (exit 40) po provizorní ukončení dálnice u Frýdku-Místku. Zbývající úsek u Ostravy od začátku dálnice po mimoúrovňovou křižovatku Hrabová-prům. zóna (exit 40) zpoplatněn není. V systému elektronického mýtného je dálnice D56 zpoplatněna v celé své délce, tedy od začátku dálnice v Ostravě - Hrabové po provizorní ukončení dálnice u Frýdku-Místku.

### Historie
Ačkoliv bylo zpoplatnění užití dálnic zavedeno od 1. ledna 1995, byla dálnice D56 v celé své délce ze zpoplatnění vyňata. Toto vynětí bylo zdůvodněno tak, že se jednalo o krátký úsek dálnice a že by to byla jediná zpoplatněná komunikace na severní Moravě..
Od svého zavedení bylo zpoplatnění dálnic a silnic dálničního typu předmětem několika změn, které se projevily i na míře zpoplatnění dálnice D56.
Nejvýraznější změnou bylo opuštění dosavadního jednotného systému zpoplatnění prostřednictvím poplatku za užívání dálnic a silnic dálničního typu a od 1. ledna 2007 jeho nahrazení dvěma systémy zpoplatnění, a to systémem časového zpoplatnění a systémem elektronického mýta. Existence dvou systémů zpoplatnění se projevila i na míře zpoplatnění dálnice D56. Zatímco v systému časového zpoplatnění nedošlo k žádným změnám a dálnice zůstala v celé své délce vyňata ze zpoplatnění, tak v systému elektronického mýta byla dálnice nově zpoplatněna v celé své délce.
K další změně došlo 13. ledna 2009, odkdy byla dálnice D56 zpoplatněna v celé své délce i v systému časového zpoplatnění. Ke zpoplatnění se přistoupilo zejména proto, že vzhledem k dokončení dálnice D1 v úseku od Hranic po Bohumín je region Ostravska napojený na českou dálniční síť, a že již tudíž dálnice D56 není od zbytku dálniční sítě izolována.
Poslední změna nastala 1. ledna 2012 a týká se opět systému časového zpoplanění, odkdy je počáteční úsek v Ostravě od začátku dálnice po mimoúrovňovou křižovatku Hrabová-prům. zóna (exit 40) opět nezpoplatněn. Důvodem, proč byl tento úsek vyňat z časového zpoplatnění, je snaha zajistit snazší dostupnost průmyslové zóny Hrabová a tím zamezit využívání okolních ulic.